# 新の本字
（𣂺）は、漢字「新」の本字（本来の字体）である。

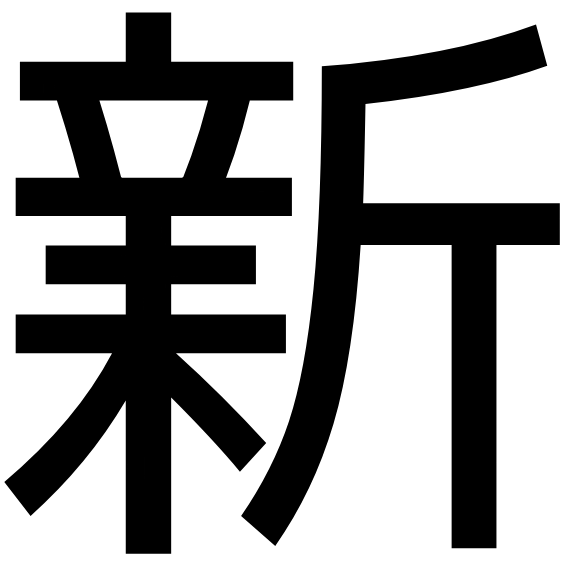
「新」の非常に古い字体（本字）「𣂺」。偏の部分の横画が1本多く、「木」の部分が「未」になっている。

現在一般的な「新」の字と比べると、左下にある「木」の部分の横画が一本多く「未」となっているように見えるが、本来「新」や「親」の左側、偏の部分は「辛」と「木」からなり、「シン」という読みも「辛」の部分による。
安岡孝一はこの字体を旧字としているが、この場合は単に古い字体という意味であって、戦前に使用されていた（戦後の新字体に対する）旧字体、いわゆる康熙字典体ではない。18世紀に編纂された康熙字典の親字は現在一般的な「新」と同じものである。この本字（/𣂺）は、千数百年前の時代の字体である。
常用漢字ではなく、人名用漢字に含まれることもなかったため、1948年（昭和23年）以降は子供の名付けには使用できない。しかし2004年（平成16年）に法務省が戸籍電算化のために定めた戸籍統一文字の55,255字には収録された。Unicodeには2001年に「𣂺」（U+230BA）として収録されている。

## 新聞の題字での利用

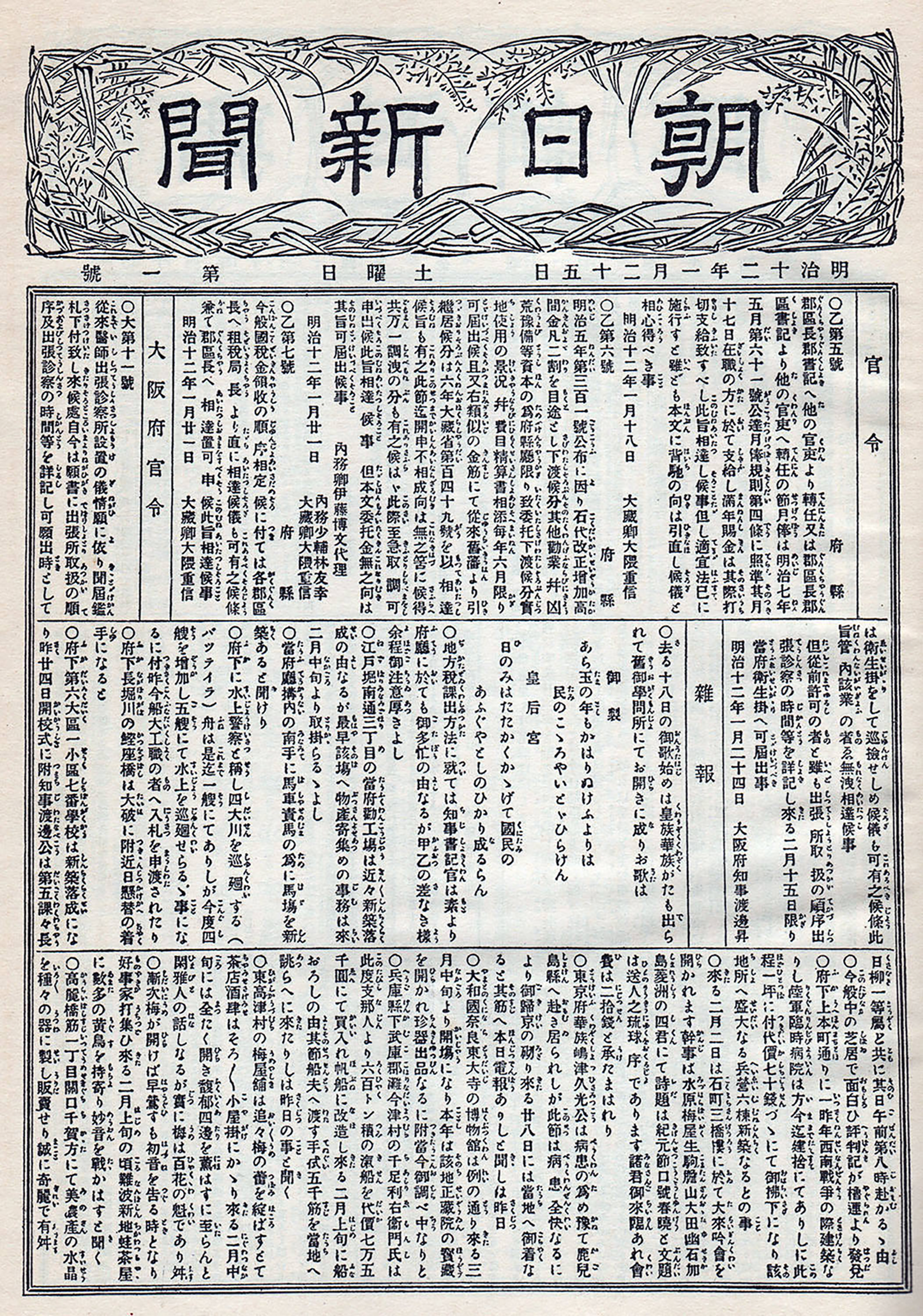
1879年（明治12年）の朝日新聞

朝日新聞の題字は、唐の欧陽詢（557年 - 641年）の『宗聖観記』の筆跡から集めたものだが、その中に「新」の字がなかったため、「親」と「柝」から合成している。元となった「親」が横画の一本多い古い字体であったため「新」もこの字体になった。
朝日新聞の他にも日本の新聞の題字にはこの字体が多用されていた。1954年（昭和29年）の時点では、日本新聞協会加盟社で題字に「新聞」とある60社のうち27社 (45%) が横棒の一本多い「」（𣂺）を使用していた。この件では1952年から54年にかけて各紙に読者からの投書がたびたび寄せられており、林達夫も「文學界」1953年9月号に「新聞について」という記事を寄せ、当用漢字・新字体・現代仮名遣いを率先して採用し普及させた新聞が「一般の常識からは遠い」文字を使っていると批判した。これに対し日本新聞協会の内部では、全国各紙で題字を通常の「新」に統一するよう新聞協会用語懇談会で提案されたが、題字はデザインであるという反対意見もあり見送られた。
しかし、横棒の一本多い「」（𣂺）を題字に掲げる新聞はその後次第に減っていった。
通常の字体に変更した新聞の例
- 毎日新聞 - 1978年（昭和53年）1月1日から変更
- 北海道新聞 - 2001年（平成13年）から翌年までの間に変更
- 石巻新聞
- 下野新聞
- 富山新聞
- 北國新聞
- 中部日本新聞
- 大阪新聞
- 関西新聞
- 和歌山新聞
- 兵庫新聞
- 中国新聞 - 1991年（平成3年）から翌年までの間に変更
- 防長新聞
- 徳島新聞
- 日刊工業新聞 - 1985年（昭和60年）1月1日から変更

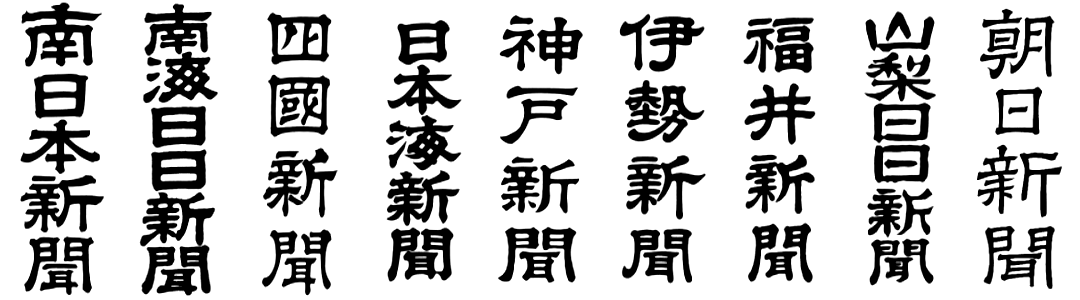
2021年現在、日本新聞協会に加盟している新聞のうち9紙が「新」の本字を題字に使用している。

『日本新聞年鑑 2022』および『日本マスコミ総覧 2017年-2018年版』によると、題字にこの字体「」（𣂺）を使用している新聞は以下の42紙。
協会加盟社 9紙
- 朝日新聞
- 山梨日日新聞
- 福井新聞
- 伊勢新聞
- 神戸新聞
- 日本海新聞
- 四国新聞
- 南海日日新聞
- 南日本新聞

協会非加盟の地方紙 10紙
- 名寄新聞
- 美幌新聞
- 北信濃新聞
- 近江同盟新聞
- 丹波新聞
- 奈良日日新聞
- 紀州新聞
- 日高新報
- 藝陽日日新聞
- 大分団地新聞

協会非加盟の専門紙 23紙
- 金融経済新聞
- 健康産業流通新聞
- 交通毎日新聞
- 国保新聞
- 食品新聞
- 神社新報
- 農機新聞
- セメント新聞
- 全国信用組合新聞
- 通信興業新聞
- 時計工藝新聞
- 日本食糧新聞
- 農民新聞
- 病院新聞
- 日刊油業報知新聞
- 輸送新聞
- 醸界協力新聞
- ぐんま経済新聞
- 商経管財新聞
- 商経機械新聞
- 日本鋳物工業新聞
- 日本商業新聞
- 敷物新聞